# Kucserik Sándor
Kucserik Sándor (Kutserik) (Lieszkó, Trencsén megye, 1804. január 24. – Vác, 1895. május 2.) piarista áldozópap és igazgató-tanár.

## Életrajza
Lieszkón született, ahol atyja esküdt és egyházfi volt; Kluch József nyitrai püspök segélyével, Kucserik 1817-ben a trencséni gimnáziumba léphetett; a IV. osztályra Tatára ment, ahol megtanult magyarul. A gimnázium hat osztályát elvégezve, 1822. november 20-án az újoncnevelőbe lépett Privigyén, ahol később a tanárkodást is megkezdette; a bölcseletet 1827-ben Vácon, a hittudományokat Nyitrán és Pozsonyszentgyörgyön hallgatta. 1830. augusztus 29-én misés pappá fölszenteltetett. Tanár volt Vácon egy évig. Magyaróvárott 2, Nyitrán 5, 1831-32-ben Tatán 1, Budán 8 (1847-ig), mint igazgató-tanár Tatán 3, Nyitrán 1850-60-ig, (ahol két évig a latin nyelv és irodalomnak és a bölcseleti előtannak a felsőbb osztályokban tanára, 1852-1853-ban mint gimnáziumi igazgató, 1857-tól 1860-ig mint a társház főnöke működött), Privigyén 2, 1862-től Kecskeméten, hol 54 évi tanárkodása után nyugalomba vonult Vácra. Kalocsai főszentszéki ülnök, koronával diszített arany-érdemkereszes és házfőnök volt. Meghalt 1895. május 2-án Vácon 92. évében. Latin nyelvű alkalmi versei megjelentek nyomtatásban.

## Művei
- Ode rev. atque clar. patri Joanni Bapt. Grosser provincialis scholarum piarum assistenti ... ad diem nominis oblata 1831. Vacii
- Carmen lugubre in mortem illustr. ac magn. consiliarii aulici, comitatus Mosoniensis vice-comitis Stephani Németszeghy de Almás a collegio Magyar-Ovariensi S. Piarum. 1832
- Carmen exc. ac ill. dno Aloysio 1. b. Mednyanszky de Medgyes, dum munus supremi comitis provinciae Nitriensis mense Septembri adiret, dicatum a scholis piis Nitriensibus anno 1838. Nitriae
- Ode piis manibus exc., ill. ac rev. dni Josephi Vurum episcopi Nitriensis ... dum eidem die X. Julii 1838. justa funebria solenni ritu persolverentur, devota a gymnasio scholarum piarum Nitriae Tyrnaviae
- Gyász-vers, mellyel nagym. s főt. Vurum József nyitrai püspök urnak ... 1838. máj. 2. történt halálát kesergik a nyitrai kegyes oskolák. Uo.
- Ode exc. ac ill. dno Aloysio e l. b. Mednyánszky, dum i. commissionis literariae cum centrali censurae collegio junctae praesidium capesseret a scholis piis Hungaria et Transilvania oblata anno 1840. Budae
- Ode honoribus adm. rev. ac exim. patris Joannis Bapt. Grosser, dum praepositus S. Piarum provincialis quartum eligeretur Pestini die 15 Augusti 1841.
- Adm. rev. ac clar. patri Joanni Grosser clericorum regularium scholarum piarum per Hungariam et Transilvaniam praeposito provinciali ... ad diem nominis 1844. Budae (költemény)
- Ode honoribus ... Joannis Bapt. Grosser, dum praepositus per Hungariam et Transilvaniam scholarum piarum provincialis concordibus suffragiis quintum eligeretur, Vacii die 18. Aug 1844. Uo.
- Piis manibus... principis Josephi archiducis Austriae et incliti regni Hungariae ultra semiseculum palatini ... die 13. Januarii 1847. vita funeti scolae piae provinciae Hungariae et Transilvaniae. Pestini, 1847 (költemény)

Nevét Kutseriknek is írta.